# Kistefoss
Kistefoss ist ein Wasserfall der Randselva, des Flusses, der am Südende des Randsfjordsees bei Jevnaker beginnt und durch Hadeland, eine der traditionellen Landschaften (Distrikter) Norwegens in südliche Richtung nach Hønefoss fließt.
Der Name Kistefoss setzt sich aus den beiden Teilen kiste und foss zusammen. Foss ist norwegisch für Wasserfall. Kiste bedeutet bei Verwendung in Ortsnamen einen Pass oder eine Schlucht. In Zusammenhang mit Wasserfällen verweist er auf steile Talseiten. Die historische, dänische Schreibweise Kistefos findet sich bis heute in einigen Namen wieder, die mit dem Wasserfall in Zusammenhang stehen.
Der Gründer der Holzmühle Kistefos Træsliberi, Konsul Anders Sveaas (1840–1917), war ein Unternehmer mit ausgeprägtem Geschäftssinn. Er erwarb im späten 19. Jahrhundert die Fallrechte am Kistefoss sowie ein Grundstück hier und errichtete Fabrikgebäude für seine 1889 gegründete Aktiengesellschaft zur Holzverarbeitung, die A/S Kistefos Træsliberi, deren Hauptaktionär er selbst war. Diese ist heute ein Industriedenkmal und beherbergt ein Industriemuseum, das Kistefos-Museum. Dazu gehört ein weitläufiger Skulpturengarten, der Kistefos-Museets skulpturpark. Das moderne Museumsgebäude The Twist dient zugleich als Brücke über die Randselva.
Während des Zweiten Weltkriegs, als Norwegen unter deutscher Besatzung stand, wurde hier ein Wasserkraftwerk gebaut, das im Juni 1942 fertiggestellt wurde. Es nutzt eine Fallhöhe von 9 m und liefert bis zu 1,4 MW. Unmittelbar neben diesem heute als Kistefoss I kraftverk bezeichneten Kraftwerk wurde 1955 das Kistefoss II kraftverk in Betrieb genommen. Es nutzt 10,5 m Fallhöhe des Kistefoss und kann bis zu 4,2 MW liefern.